# Tony Dize
Antonio Feliciano Rivera (Boston, 31 de mayo de 1982), conocido artísticamente como Tony Dize, es un cantante y compositor estadounidense de reguetón y música tropical. Es considerado uno de los artistas más importantes de la música urbana y uno de los pioneros del reguetón romántico.
Tony Dize lanzó al mercado su primer disco compacto producido por WY Records y Machete Music el 25 de marzo de 2008, titulado La Melodía de la Calle, del cual se desprende el sencillo «Permítame» junto a Yandel.
A principios de 2012, se vio envuelto en una demanda hecha por Raphy Pina, empresario y dueño de la compañía Pina Records, donde el artista perteneció hasta el 2011, la demanda consistía en el pago de $17 millones de dólares por los derechos de varios temas realizados por el artista y por incumplimiento del contrato; la cual se revocó debido a la recontratación de Tony a finales de 2013.

## Biografía
Tony Dize nació en Boston, Estados Unidos, en el corazón de un barrio latino, pues sus orígenes son netamente puertorriqueños. Tras no compartir su niñez junto a su padre, su madre toma las riendas del hogar, Fue criado desde temprana edad en Coamo, un pueblo al sur de Puerto Rico, cerca de Ponce. Allí vivían sus abuelos maternos con quien se crio. Adaptándose a un nuevo idioma y a un modo de vida distinto al que llevaba en Estados Unidos continentales, Tony comenzó a mostrar gusto por la música, inspirado por todos los exponentes del reguetón en pleno apogeo: Vico C, Tego Calderón, Wisin y Yandel y Ivy Queen, etc. Tony estudio criminología en la Universidad Católica de Ponce donde terminó su doctorado, situación que da nombre a uno de sus canciones más importantes. Incluso, en algún momento, intentó ingresar al ejército estadounidense con la idea de ayudarse económicamente, pues además, la llegada de su primer hijo, despertó en él un admirable sentido de responsabilidad.

## Carrera musical

### 2003-2007: Inicios y WY Records - Los Vaqueros
Su actuación fue grabada por primera vez desde el álbum Blin Blin Vol. 1, con el dúo de reguetón Wisin & Yandel en el 2003. La suerte de Tony cambió radicalmente gracias a Yandel, del dúo Wisin & Yandel, a quien considera sus padrinos artísticos. “Un día Yandel fue a cantar a Guamo y el DJ a cargo el evento, puso uno de los temas que yo había grabado. Yandel lo escuchó y de inmediato quiso darme una oportunidad dentro de su disquera”, recuerda Tony. “La química fue instantánea”, agrega. “De Wisin & Yandel he aprendido muchísimo, especialmente el nivel de disciplina que tienen. Realmente los admiro”.
Esa primera oportunidad a nivel profesional para Tony se dio en el álbum recopilatorio Blin Blin Vol. 1 (2003), un disco en el que artistas consagrados le dieron el primer impulso a nuevos talentos. Junto al dueto, Tony grabó el tema "No Pierdas Tiempo" y desde ese momento, comenzó a trabajar con distintos intérpretes.
De hecho, es uno de los pocos que ha trabajado prácticamente con todos los cantantes y productores del reguetón: Don Omar, Daddy Yankee, Wisin & Yandel, Julio Voltio, Plan B, RKM & Ken-Y, Franco "El Gorila”, Zion y Lennox, etc. Tony reconoce que fue precisamente Daddy Yankee quien lo bautizó “La Melodía de la Calle”.

### 2008-2009: La Melodía de la Calle y retirada de WY Records
En el 2008 publicó su primer álbum como solista, La Melodía de la Calle. El álbum fue producido mayoritariamente por Nesty “La Mente Maestra” y Víctor “El Nasi”. En su primera producción musical propia colaboran los miembros de la compañía WY Records como: Wisin & Yandel, Franco El Gorila, Gadiel y Jayko.
El primer sencillo promocional de este fue «Bailando» y se escuchó en la radio local puertorriqueña desde el 11 de enero [cita requerida], además de otros sencillos destacados como «Permítame», «Entre Los Dos» y «Pa' Darle».
Durante ese lapso de tiempo se formaron rumores acerca de la partida de Tony de la discográfica WY Records, cosa que se concretó en 2009; luego de su salida de WY Records, se formaron múltiples rumores acerca de su partida y las causas, las cuales fueron desmentidas posteriormente tanto por Tony, Wisin & Yandel y Edgar Andino, ejecutivo de la distribuidora Machete Music.

### 2009-2012: Updated Edition y demanda de Pina Records
En el año 2009 partió a Pina Records debido a un intercambio por el cantante Yaviah; y en noviembre publicando su la reedición de su primer álbum, La Melodía de la calle: Updated, con canciones como «El Doctorado» y «Solos».
En el 2013 "La melodía de la Calle" cumple 10 años en la música, La marca de Tony Dize en el género son canciones románticas, con prosas bien cuidadas, positivas, que dejan claros sus mensajes de respeto y admiración hacia la mujer. “Yo sentía que el género necesitaba algo más de tranquilidad, algo distinto. Además, desde el momento en que me tocó ser padre, adopté un reto: el hacer canciones con mensaje, donde se respete a la mujer. Canciones con sentido, que las pueda escuchar cualquiera, que las puedan escuchar mis hijos”, comenta. “Por esa misma razón, jamás he sido parte de una “tiradera”. Eso es lucha libre. No he visto a nadie recibir un premio alguna vez por una tiradera”, agrega.
Hay una frase de Tony que lo define todo "Los grandes del género son los que un día vieron el potencial en mí. Ahora yo también soy un gran exponente, ahora me toca retarlos a ellos. Que se preparen, que vengo yo”. Para el 2013 Tony viene con una agenda muy pesada, y nuevas canciones.
Aunque siempre se han llevado bien, Tony Dize y Jayko estaban distanciados, pero en marzo del 2013 se reencontraron. Y según Jayko, Tony Dize está de lo más bien, libre de las crisis emocionales y económicas que se rumora que tiene. Los artistas volvieron a hablarse y verse tras dos años sin contacto, se informó por escrito. En realidad no solo compartieron entre ellos, sino que ofrecieron sus canciones juntos al encender la tarima de varios establecimientos en Washington, se detalló. Los intérpretes latinos recordaron los viejos tiempos en los que los dos pertenecían a WY Records, la casa disquera de Wisin & Yandel. Según el parte de prensa, Tony Dize anhelaba que Jayko fuera su artista invitado en la gira que mantuvo por Estados Unidos en su Street Melody Tour.

### 2013-2015: Regreso a Pina Records y tercer álbum de estudio
Con una voz incomparable, calidad interpretativa sin igual y una historia de desamor, Tony Dize regresa para arrancar emociones con su nuevo tema “Prometo Olvidarte”. El nuevo comienzo junto a Raphy Pina, enfocó todas las energías de Dize para crear junto a la fórmula ganadora de Pina Records un tema que conmueve la sensibilidad de todos. El tema, que se vaticina convertirse en el nuevo himno de la música urbana, integra fusiones musicales de origen latinoamericano como el Vallenato con sonidos más urbanos. Esta canción ya se coloca en importantes listas de popularidad como Monitor Latino en la categoría Pop donde se mantenido por más de 40 semanas.
La emoción del equipo de Raphy Pina y Tony Dize provocó insomnio creativo al producir en tan solo cinco días «Prometo Olvidarte». La nueva pieza, compuesta por el aclamado productor y compositor Gabriel Cruz (Wise) y con la producción rítmica de Eliot "El Mago de Oz" y Mambo Kingz.
Feliciano en 2014 anunciaba el título del álbum, que sería La Melodía de Ustedes, segunda producción discográfica bajo el sello de Pina, y en el cual comentaba que sería un "disco personal" y en el cual estaría reguetón para bailar, baladas para escuchar y una continuación del tema El Doctorado que se titula Ruleta Rusa, siendo sencillo de promoción para fin de año.
El 7 de abril de 2015, se lanzó oficialmente el nuevo álbum del cantante titulado  La Melodía de la Calle: 3rd Season, este incluye 17 temas del cantante, con colaboraciones de Don Omar, Arcángel, Nicky Jam, entre otros. En las listas de Billboard del mes de abril, el álbum se posicionó en el primer lugar en las listas latinas de álbumes más populares.

### 2015: Demandas y conflictos personales
En septiembre de 2015, se informó de una demanda de Tony Dize hacía Rafael "Raphy" Pina y su compañía, World Management Latino Corp., Wisin & Yandel en la cual destacaba en la demanda "por los discos vendidos, pagos por regalías, vídeos y presentaciones artísticas en vivo que ha llevado a cabo desde el 2009 hasta el presente".
En 2016, su esposa Catherine de Jesús lo demandó, pidiendo el divorcio, además de acusar una adeudada pensión alimenticia y abandono. Otro de los puntos que demanda estaba la custodia de sus dos hijos con Feliciano, además de citar engaños con una mujer.
A partir de estos conflictos, Feliciano ha estado más apartado de los escenarios masivos, apareciendo en festivales y shows pequeños en países de Latinoamérica.
A pesar de todo eso, Dize creó su propia productora llamada "Tony Dize Records", en la cual ha grabado varios temas que estaban pendiente a estrenarse en el 2018. Entre los temas del próximo disco se encuentran "Lunática" "Paseándola", entre otras, donde se encontraría repleto de colaboraciones, entre las cuales se encontraban Anuel AA, J Álvarez, entre otros. Sin embargo por causas desconocidas el proyecto no ha visto la luz.
Tras años inactivo, en 2022 colaboró en el álbum Un verano sin ti de Bad Bunny, participando en el tema "La Corriente", tema el cual consiguió una muy buena aceptación de los fanáticos de Bad Bunny y de Tony Dize. Actualmente la canción cuenta con más de 180 millones de reproducciones en Spotify. Posteriormente participaría en el concierto de Bad Bunny en el Coliseo de Puerto Rico José Miguel Agrelot el 29 de julio, tras presentarse una semana antes en Chile, obteniendo nuevamente una buena aceptación por parte del público en ambos conciertos.

## Legado
Tony Dize en el 2010 se posiciona como el #1 en la lista de éxitos Latin Rythm de Billboard, lo que representa un logro contundente y significativo para El artista. “El Doctorado”, de la autoría de Wise, ha colocado a Tony Dize en las primeras Posiciones de difusión y ventas, convirtiéndose en un sólido éxito que ha tenido repercusión en los mercados de Estados Unidos, Centro y Suramérica.
El 1 de marzo del 2010, Su éxito «El Doctorado» se impone en el canal de música de Televisa y entra a los diez primeros de la semana. Tony Dize continuo avanzando con pasos de gigante en el gusto del público de Latinoamérica. Pues en esa semana su tema "El Doctorado" entró a la cotizadísima lista de éxitos de ritmos latinos, disputándose los diez primeros lugares con artistas consagrados como Shakira, Camila, Thalía, Alejandro Sanz, Paulina Rubio y Pitbull, Chayanne, Aventura y Alejandro Fernández.
“El Doctorado” entró en la décima posición, superando a "Looking a Paradise" de Alejandro Sanz. El tema "El doctorado" se convirtió para el año 2010 en una de las canciones más solicitadas en las radioemisoras y canales de vídeo de música urbana, pop y tropical de Estados Unidos, Puerto Rico y otros países, gracias a la exquisita fusión de géneros: balada, pop y merengue. El tema es el primer sencillo del álbum La Melodía de la Calle: Updated, con el que Tony Dize reingresa por todo lo alto en la música urbana.
Otros temas de Tony Dize como "Mi Mayor Atracción" y "Solos" (a dúo con Don Omar y Plan B) también se han apoderado del gusto del público tanto de Puerto Rico, Estados Unidos como de algunos países de Latinoamérica por sus líricas románticas bien trabajadas, un lenguaje más depurado y una rica fusión de ritmos.
El tema «Ruleta Rusa» fue lanzado en octubre de 2014 y también ha sido favorecido por la preferencia de la audiencia, logrando la segunda posición en el ranking Top Latin Songs - Topical de Monitor Latino en Estados Unidos, donde ha permanecido por 11 semanas consolidando un irrefutable éxito.

## Vida personal
Tony Dize tiene una familia formada por su esposa e hijos. Pero, sobre su vida privada es muy reservada. En un tiempo, Tony Dize confiesa haber sido seducido por las garras de la fama que lo llevaron por el camino de la infidelidad y de la calle. “Tuve mis problemas matrimoniales por la unión libre y a través de las canciones uno se expresa y llega a reconciliarse. Muchas personas me dicen ‘me pude casar con tu canción’”, sostiene Tony.

## Reconocimientos
Algo muy importante en la vida de Tony Dize Fue cuando se presenta en Maracaibo, Venezuela donde obtiene Orquídea de doble diamante un premio Otorgado por más de 20 mil espectadores que allí estuvieron.
Tony Dize ofreció esa noche un impactante espectáculo que mantuvo emocionado al público de principio a fin, recorriendo éxitos como “Mi mayor atracción”, “Solos” y que cerró con broche de oro con la interpretación de “El Doctorado”, tema que provocó la euforia de los fanáticos.
Acompañado por un equipo de trabajo de 30 profesionales especializados, el artista se presentó con efectos especiales, luces, sonidos y todos los detalles técnicos de cualquier superproducción para cumplir su cometido de llevarle al público venezolano una presentación cinco estrellas. De esta manera Dize se ha posicionado como la figura joven más importante de la canción latina.
“Son muchos logros y grandes emociones”, indicó el artista, “participar en un festival tan importante y que se me otorguen premios que son concedidos exclusivamente por el público me compromete a trabajar y a dar mucho más en mi carrera. El valor de este premio es que es totalmente real, así que esta Orquídea Doble Diamante marca otra página en mi historia. Soy un hombre Bendecido y agradecido por todo esto que me permiten vivir”, añadió.

### Ejemplo de Superación
Por ser un ejemplo de superación para la comunidad latina, Tony Dize fue elegido por la Fundación de la Herencia hispana (HHF por siglas en inglés) para participar en la gala de sus premiaciones anuales, “Hispanic Heritage Youth Awards”, y hacer entrega de una beca universitaria completa a un joven sobresaliente.
El afortunado fue Jesús Pérez, de 17 años, un estudiante de origen puertorriqueño, radicado en New Orleans y con aspiraciones de asistir a las Universidades de Yale, Harvard o UCLA.
Rebosante de orgullo y admiración, el artista dijo verse reflejado en el joven a esa edad, luego de haber felicitado a todos los ganadores. “Ellos son el futuro, ellos son los que construyen, saben lo que tienen que hacer cada día para superarse, y lo hacen, por eso lo merecen todo”, dijo el intérprete en la ceremonia realizada en Bongos Cuban Café de la ciudad de Miami.

## Discografía
Álbumes de estudio
- 2008: La Melodía de la Calle
- 2015: La Melodía de la Calle: 3rd Season
- 2025: La Melodía con la Calle, Vol. 1

Reediciones
- 2009: La Melodía de la Calle: Updated

## Nominaciones
Premios Lo Nuestro
| Año  | Categoría              | Nominación                      | Resultado |
| ---- | ---------------------- | ------------------------------- | --------- |
| 2011 | Artista Urbano del Año | Él Mismo                        | Nominado  |
| 2011 | Álbum Urbano del Año   | La Melodía de la Calle: Updated | Nominado  |

### Giras
• Street Melody Tour (2012-2013)
-La melodía 4° Edición.